# Artematopodidae
Az Artematopodidae a rovarok (Insecta) osztályában a bogarak (Coleoptera) rendjébe, azon belül a mindenevő bogarak (Polyphaga) alrendjébe tartozó család.

## Elterjedésük
6 nembe tartozó körülbelül 60 fajukat tartják számon. A család fajai előfordulnak az Újvilágban Észak-Amerikától Brazíliáig, ezenkívül ismertek Dél-Európából, Szibériából és Japánból. Több fajukat balti borostyánból írták le. Magyarországon nem fordulnak elő.

## Megjelenésük, felépítésük
Kis méretű bogarak (3.3–10 mm). Pattanóbogarakra emlékeztető testük enyhén domború. Fejük lefele álló, felülről alig látható. 11 ízű csápjuk fonalas, az előtor hosszánál jóval hosszabb. Előtoruk keskenyebb, mint a szárnyfedők együttes szélessége. A szárnyfedő határozott pontsorokat visel, az egész testfelszínhez hasonlóan szőrözött. Lábfejeik 5-ízűek, látható potrohszelvényeik száma 5.

## Életmódjuk, élőhelyük
Elateriform lárváik talajban, kövek alatt, mohapárnában találhatóak; még nem tisztázott, mivel táplálkoznak. Az imágók növényzeten fordulnak elő.

## Rendszertani felosztásuk
Jelen rendszertani felosztásuk 3 alcsaládot különít el:
- Allopogoninae (Crowson, 1973)
  - Allopogonia (Cockerell, 1906)
- Artematopodinae (Lacordaire, 1857)
  - Brevipogon (Lawrence, 2005)
  - Eurypogon (Motschulsky, 1859)
  - Macropogon (Motschulsky, 1859)
- Electribiinae (Crowson, 1975)
  - Ctesibius (Champion, 1897)
  - Electribius (Crowson, 1973)

## Fordítás
- Ez a szócikk részben vagy egészben  az   Artematopidae című norvég Wikipédia-szócikk fordításán alapul.  Az eredeti cikk szerkesztőit annak laptörténete sorolja fel. Ez a jelzés csupán a megfogalmazás eredetét és a szerzői jogokat jelzi, nem szolgál a cikkben szereplő információk forrásmegjelöléseként.

## Külső hivatkozások
- Macropogon pubescens fotója a zin.ru weboldalán